# Einsiedelei am Palfen

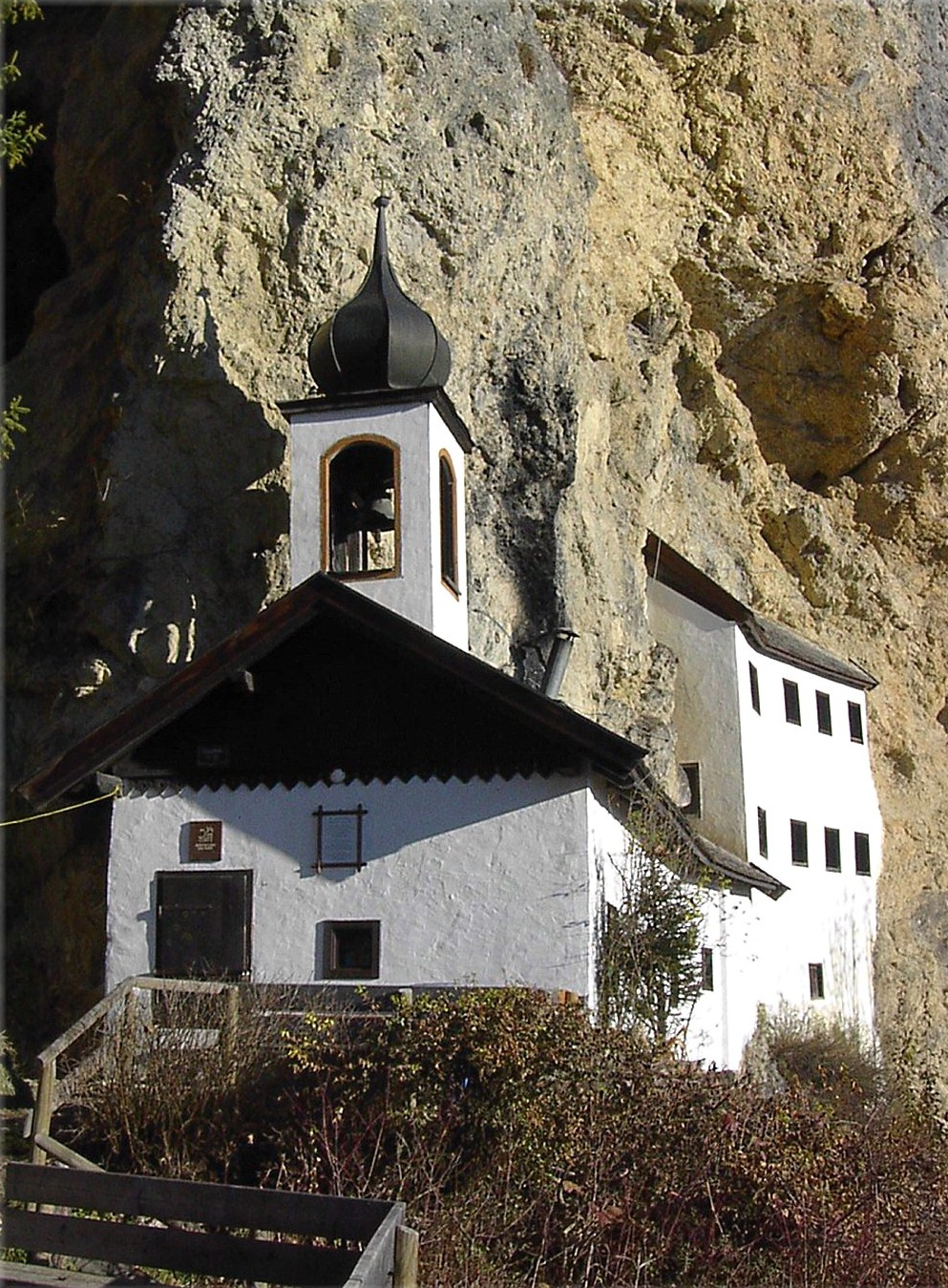
Saalfelden Einsiedelei

Die Einsiedelei am Palfen ist eine Eremitage nahe der Stadt Saalfelden, Österreich auf 1006 Meter Seehöhe.
Die Einsiedelei ist von April bis November bewohnt. Das abgelegene Gebäude ist nicht an das Strom- oder Wassernetz angeschlossen. Die Einsiedelei steht unter Denkmalschutz und ist ein beliebtes Ziel von Wanderern und Pilgern.

## Geschichte
Der Eremitengedanke ist kein christliches Gedankengut, seine Ursprünge reichen weit in vorchristliche Zeit. Trotzdem entstand die Einsiedelei am Palfen in Saalfelden aus rein christlichem Glauben.
Seit etwa 1560 wurde in einer Felshöhle oberhalb des Schlosses Lichtenberg ein Bildnis des Heiligen Georg verehrt. Dies veranlasste einen gewissen Thomas Pichler, einem Bergbauernsohn aus Embach, der dem Orden des Heiligen Franziskus angehörte, im Jahr 1664 die Bewilligung des erzbischöflichen Konsortiums in Salzburg einzuholen, sich oberhalb des Schlosses Lichtenberg als Einsiedler niederlassen zu dürfen. Mit Hilfe seiner Glaubensbrüder errichtete er am Palfen eine kleine Klause und baute die Höhle mit dem Bildnis des Heiligen Georg zu einer Kapelle aus. Bruder Thomas war hierauf 35 Jahre lang Einsiedler am Palfen. Ihm folgten weitere Eremiten, die zum Teil einige Um- und Ausbauten vornahmen.
Heute ist die Einsiedelei nicht mehr ausschließlich eine christliche Andachtsstätte, sondern auch für Einheimische und Touristen ein beliebtes Ausflugsziel. Von den heutigen Eremiten werden zur Aufbesserung ihrer bescheidenen Kasse in den Sommermonaten Getränke ausgeschenkt. Jeweils am 23. April jeden Jahres, dem Georgitag, findet am Palfen eine Messe statt.
Die Einsiedelei wurde im 17. Jahrhundert oberhalb des Schlosses Lichtenberg erbaut. In den letzten Jahren wurde die Einsiedelei von folgenden Personen bewohnt: dem Belgier Stan Vanuytrecht ab 2017, dem Bad Ischler Matthias Gschwandtner ab 2020 und dem pensionierten Landwirt Alois Penninger aus Fürstenzell ab 2022.
Unter dem Wort „Palfen“ ist ursprünglich ein überhängender Felsen, eine Felskuppe bzw. eine Höhle zu verstehen.